# Zeiss Planar
Zeiss Planar (читается, как Плана́р) — оптическая конструкция объектива, предназначенного для фотографии или киносъёмки. Рассчитана Паулем Рудольфом (нем. Paul Rudolph) для немецкой оптической компании Carl Zeiss и запатентована в 1896 году. Конструкция «Планара» с теми или иными усовершенствованиями стала основой для значительной части современных нормальных фотографических объективов. Название отражает высокую степень исправления астигматической кривизны поля, благодаря чему поверхность, на которой объектив строит резкое изображение, очень близка к плоскости, то есть, «планарная». 
Базовая оптическая схема состоит из 6 линз в 4 группах. Новейшие объективы этого типа могут включать до 9 линз в 9 группах. Торговая марка Planar® является собственностью фирмы Carl Zeiss AG, но этим названием маркировались также западногерманские объективы Zeiss Biotar, поскольку в результате послевоенных судебных тяжб права на бренд «Биотар» достались восточногерманскому отделению Carl Zeiss.

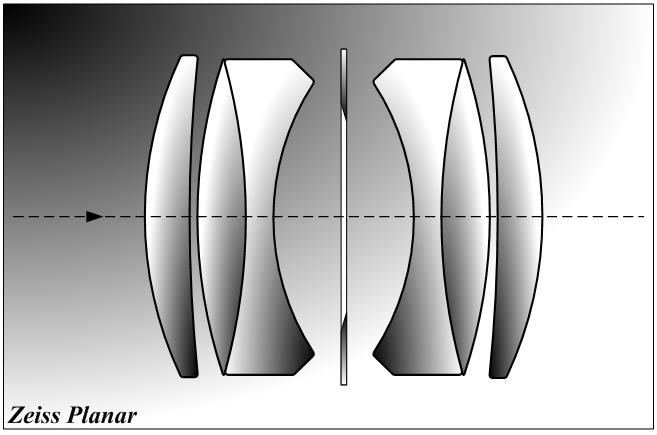
Исходная конструкция объектива «Planar». 1896 год

## Особенности конструкции
Конструктивно «Планар» относится к менисковым анастигматам типа «двойного Гаусса». В основе этого класса оптики лежит объектив, предложенный Карлом Гауссом ещё в начале XIX века для телескопа, и состоящий из двух менисков — «силового» положительного и отрицательного корректирующего. Двойной же объектив Гаусса представляет собой симметричную конструкцию из двух таких объективов с диафрагмой между ними. Подобный вариант был рассчитан американцем Алваном Кларком (англ. Alvan G. Clark), запатентован в 1889 году и выпускался фирмой Bausch & Lomb.
Из самого принципа симметрии следует, что оптическая сила как передней, так и задней половин такого объектива строго положительна. Эта положительность «половинок» сохраняется и при переходе от строгой симметрии к некоторой пропорциональности. Таким образом, сила отрицательной линзы в каждой из половин всегда меньше, чем сила положительной в той же половине. Так как обе половины имеют положительную силу, задний отрезок объектива этого типа — как симметричного, так и пропорционального — всегда короче его фокусного расстояния. По этой причине первые нормальные объективы с высокой светосилой для однообъективных зеркальных фотоаппаратов имели нестандартное фокусное расстояние 55—58 мм.
Базовая схема двойного объектива Гаусса не обеспечивала его достаточной ахроматизации, поэтому в «Планаре» Рудольф заменил простые отрицательные мениски ахроматическими склейками. В объективе неплохо исправлены все аберрации 3-го порядка, как монохроматические (сферическая аберрация, кома, астигматизм, кривизна поля изображения и дисторсия), так и хроматические (хроматизм положения и хроматизм увеличения).
В то же время, качество изображения светосильных (с относительным отверстием больше f/2,8) объективов, как правило, определяется аберрациями высших порядков, что требует дополнительной коррекции. Так, например, для ограничения присущей «Планарам» положительной меридиональной сферической аберрации, необходимо введение геометрического виньетирования, которому многие светосильные объективы этой схемы обязаны своим «закручивающим» боке. Полезный угол поля зрения «Планаров», предназначенных для широкого применения, как правило, не превышает 50°.

## Модификации и развитие

Некоторые из модификаций объектива Планар

Ранние «Планары» имели невысокую светосилу (от f/4,5 до f/6,3), Однако, благодаря таким качествам, как высокое разрешение и плоское поле изображения, успешно применялись для репродукции и технической фотографии.
Такое положение сохранялось вплоть до 1920 года, когда Хорес Ли (англ. Horace William Lee) из компании Taylor-Hobson представил объектив «Опик» (англ. Opic) с относительным отверстием f/2,5 вместо f/3,3 у оригинального «Планара» Рудольфа. Отличие английского объектива заключается в использовании стёкол с более высокими показателями преломления при сохранении той же оптической конструкции. Спустя всего пять лет, в 1925 году, Альбрехт Тронье (нем. Albrecht Wilhelm Tronnier) из фирмы Schneider Kreuznach рассчитывает объектив «Ксенон» (нем. Xenon) со светосилой f/2,0. А ещё через два года (1927 год) Вилли Мертэ (нем. Willy Merté) из Carl Zeiss разрабатывает линейку фото- и киносъёмочных «Биотаров» (нем. Zeiss Biotar), светосилу которых удалось довести до рекордных в то время f/1,5. В отличие от оригинала, последняя одиночная линза «Биотара» заменена двойной склеенной. К 1930 году Хорес Ли рассчитывает шестилинзовый «Cooke Speed Panchro», ставший одним из лучших объективов для кинематографа 1930-х — 1940-х годов.
Уже к середине 1930-х годов относятся и первые попытки создания сверхсветосильных объективов на основе «Планара». Например, подобный объектив с относительным отверстием f/0,81 был запатентован Максимиллианом Херцбергером (нем. Maximilian J. Herzberger) ещё в 1937 году. Однако, они представляли собой не столько модификации основной схемы, сколько более сложные конструкции, состоящие из основного объектива и, своего рода, собирающего конвертера. К тому же, задний отрезок таких объективов был слишком короток (1—3 мм), что серьёзно ограничивало их применение.
К концу 1930-х годов к разработке различных версий «Планара» подключаются такие оптические фирмы как Eastman Kodak, Ernst Leitz, Rodenstock, Angénieux и многие другие. Большинство «Планаров» — объективы со средним (и меньше) угловым полем, однако, на основе схемы Гаусса были разработаны и широкоугольные объективы. Например, ретрофокусный «Flektogon» (Гарри Цёллнер, ГДР) и «Мир» (Давид Волосов, СССР).

## Применение

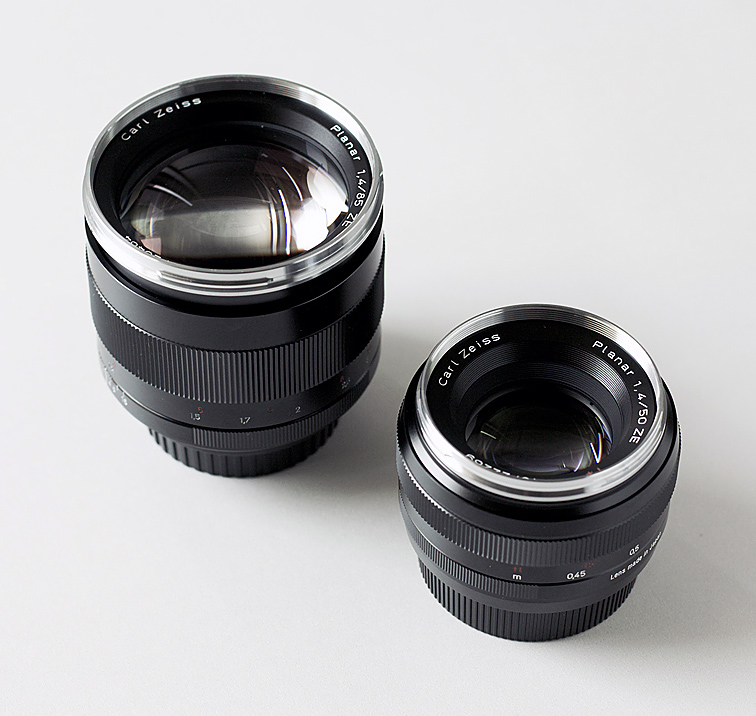
Современные объективы «Planar»

На сегодняшний день на основе «Планара» уже разработано несколько сотен объективов самого разного назначения (фотографические, киносъёмочные, проекционные, аэросъёмочные, телевизионные, репродукционые). Из предназначенных для малоформатной фотографии это, в основном, нормальные и умеренно-длиннонофокусные объективы с относительным отверстием от f/1.2 до f/2,0 (для зеркальных камер), и от f/0,95 до f/2,0 (для дальномерных камер). В СССР на основе «Планара» разработаны объективы «Волна» и «Зенитар» со светосилой f/1,8 и f/1,7 соответственно. Благодаря хорошему разрешению, контрасту и высокой светосиле такие объективы с фокусным расстоянием около 50 мм повсеместно предлагаются в качестве штатных для плёночных и цифровых фотокамер формата 24×36 мм, практически вытеснив из этой ниши объективы других оптических схем.
Умеренно-длиннофокусные (85-100 мм) объективы Гауссовой схемы широко применяются в качестве портретных.
Одной из наиболее знаменитых модификаций «Планара» считается сверхсветосильный Zeiss Planar 50/0,7, разработанный для космической программы NASA, и затем выпущенный в удешевлённой версии для голливудских кинематографистов. С помощью этого объектива впервые в мире проведена киносъёмка при освещении стеариновыми свечами, использованная в фильме Стенли Кубрика «Барри Линдон». В дальнейшем объектив использовался при съёмках таких фильмов как «Список Шиндлера», «Английский пациент» и «Влюблённый Шекспир». Дальнейшие попытки совершенствования этого объектива привели к созданию ещё более светосильной версии Zeiss Planar 50/0,63, так и не запущенной в серийное производство.